# NOM-009-STPS-2011
NOM-009-STPS es una norma oficial mexicana en materia de prevención de riesgos relacionados con los trabajos en alturas o trabajos verticales. Es obligatorio su cumplimiento dentro del territorio nacional mexicano.